# Eugenie Scott
Eugenie Carol Scott (Wisconsin, 24 de octubre de 1945) es una antropóloga, profesora y escritora estadounidense. Fue directora ejecutiva del Centro Nacional para la Educación Científica (NCSE de la siglas en inglés) y dejó el cargo en mayo de 2013. Es una de las principales críticas del creacionismo de la Tierra Joven y el diseño inteligente. Ella acuñó el término " galope de Gish " para describir una técnica retórica falaz que consiste en abrumar a un interlocutor con tantos argumentos individualmente débiles como sea posible, con el fin de evitar la refutación de todo el argumento.

## Biografía
Eugenie se crio en Wisconsin y se interesó por la antropología después de leer un libro de nivel universitario sobre el tema que su hermana llevó a su casa. Se graduó de la licenciatura y maestría de la Universidad de Wisconsin en Milwaukee, e hizo su doctorado en la Universidad de Misuri. Comenzó a trabajar en la Universidad de Kentucky como antropóloga en 1974 y poco después asistió a un debate entre su mentor James A. Gavan y el creacionista Duane Gish que hizo que ella se interesara por la controversia de la creación frente a la evolución. También enseñó en la Universidad de Colorado y la Universidad de California. Su investigación se centró en la antropología médica y bioarqueología.

## Carrera
En 1980, Scott comandó un movimiento para evitar que el creacionismo se enseñara en las escuelas públicas en Lexington, Kentucky. De este esfuerzo en Kentucky surgió un movimiento en este y otros estados para formar el Centro Nacional para la Enseñanza de la Ciencia (NCSE) en 1981. Scott fue nombrada directora ejecutiva de la NCSE en 1987, año en el que la Corte Suprema de EE. UU. en el caso Edwards contra Aguillard consideró la enseñanza del creacionismo como ciencia en las escuelas públicas de Estados Unidos como ilegal. El 6 de enero de 2014 ella se retiró de su puesto. Su puesto fue tomado por Ann Reid.

## Ámbito académico
En 1993 la Universidad de Misuri la honró como una de sus exalumnas más importantes. Fue elegida como miembro de la Academia de Ciencias de California en 1994. También fue elegido presidente de la Asociación Americana de Antropólogos del 2000 al 2002. Además fue elegida como miembro de la Asociación Estadounidense para el Avance de la Ciencia en 2002, teniendo ella su propio asiento en la entidad. Ella es miembro de la Sigma Xi.
Scott ha recibido muchos premios por asociaciones académicas. En 1999 fue galardonada con el Premio Bruce Alberts por la Sociedad Americana de Biología Celular. En 2001 recibió el premio por los servicios prestados a la Sociedad Geológica de América. Recibió un premio en el 2002 por los servicios prestados al Consejo Nacional de Ciencia "a su público y promover la comprensión de la importancia de la ciencia, el método científico, la ciencia y la educación, y el papel de la evolución en la educación científica". También en el 2002 el Instituto Americano de Ciencias Biológicas le otorgó su primer premio "Outstanding Service". Además del Premio Margaret Nicholson por su servicio distinguido en la Asociación de Profesores de California. La Asociación Nacional de Profesores de Biología le otorgó la membresía honoraria en 2005. En 2006 fue galardonada con el premio a los medios de comunicación en Antropología, otorgado por la Asociación Americana de Antropología por "comunicación efectiva de la antropología al público en general por los medios de comunicación". En 2007 Eugenie Scott y Kenneth Miller recibieron conjuntamente el Premio Educador Sobresaliente otorgado por el museo Exploratorium.
Eugenie también recibió un título honorario de la Universidad de McGill en 2003, otro de la Universidad de Ohio en 2005 y en 2006 uno del Mount Holyoke College y otro de su alma mater, la Universidad de Wisconsin en Milwaukee. En 2007, fue honrada con un doctorado honoris causa de la Universidad Rutgers. En 2008 con un doctorado honoris causa de la Universidad de Nuevo México.
En 2009, Scott se convirtió en la primera persona en recibir el premio de la Sociedad de Stephen Jay Gould por el estudio de la evolución. Fue elegida por "dedicar su vida a la mejora de la comprensión pública de la evolución". También recibió la Medalla de Bienestar Público de la Academia Nacional de Ciencias en 2010.
En el 21 de agosto de 2010, en la fiesta de celebración de los 10 años de existencia del Grupo de Investigaciones Independientes (IIG), la Dra. Scott fue galardonada con un premio, en reconocimiento a sus contribuciones en el campo del escepticismo científico.
En el 9 de octubre de 2010, el Comité para la Investigación Escéptica anunció que Scott se convertiría en uno de los integrantes de su Consejo Ejecutivo de política pública, y que también formarían parte del comité directivo de la revista Skeptical Inquirer.
En mayo de 2013 se retiró de la junta directiva de la NCSE.

## Creencias

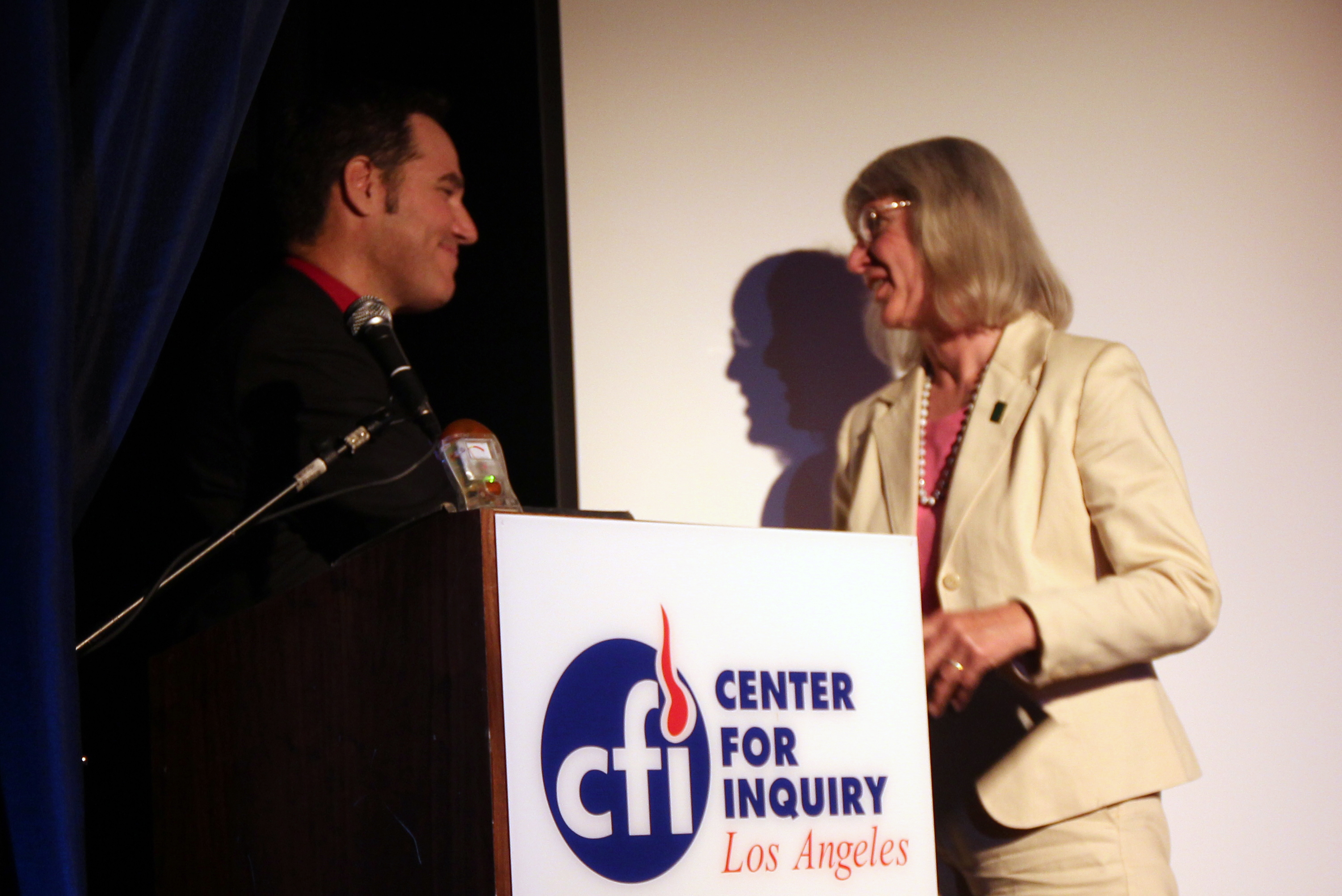
James Underdown diretor del Center for Inquiry Oeste y del Independent Investigations Group (IIG) Oeste entrega el prémio IIG, el 21 de agosto de 2010.

Eugenie Scott fue criada por su madre y su abuela en la denominación religiosa llamada Ciencia cristiana, pero más tarde se convirtió en una Congregacionalista, bajo la influencia de su hermana. Ella describe su experiencia religiosa como protestante liberal. Scott es ahora una humanista secular y se describe como no teísta. En 2003, el periódico San Francisco Chronicle informó que "Scott aunque se describe a sí misma como atea, no deja de lado la importancia de la espiritualidad". En 2003 fue una de los firmantes del tercer Manifiesto humanista, Humanism and Its Aspirations. Además es miembro del Comité para la Investigación Escéptica.
En 2003 fue galardonada con el "Premio a la Defensa de la Ciencia" ("Defense of Science Award") por el Center for Inquiry por "su incansable liderazgo en la defensa de la libertad de la investigación científica y educativa". En 1998, Scott recibió el Premio de la Asociación Humanista Americana Isaac Asimov de Ciencia. En su discurso de aceptación, explicó cómo un criterio adoptado por la Asociación Nacional de Profesores de Biología que la evolución era "no supervisada" e "impersonal", por lo que fue atacada por creacionistas como Phillip E. Johnson. La reacción inicial de la NABT (sus siglas en inglés) fue no ceder a la presión de los creacionistas. Sin embargo, Scott acordó con el teólogo Huston Smith y el filósofo Alvin Plantinga que "no supervisada" e "impersonal" podrían retirarse, ya que podría dar lugar a interpretaciones filosóficas y teológicas que van más allá de lo que la ciencia puede decir con su principio naturalista. Al final la oración se modificó.
La NCSE es neutra con respecto a la religión y sus miembros tienen una variedad de creencias religiosas o no las acreditan. Aun así, al igual que Eugenie Scott, los integrantes del NCSE fueron criticados por ser ateos por varios grupos creacionistas. Eugenie Scott, a veces bromea diciendo que en ocasiones cree que su nombre es "Atea" porque los creacionistas a menudo se refieren a ella como la "Atea Eugenie Scott".

## Autora
Scott es considerada como una experta en creacionismo, incluyendo el diseño inteligente, y como una de sus más prominentes críticas. Su libro Evolution vs. Creationism: An Introduction fue publicado por la editora Greenwood Press en 2004 y por la editora de la University of California Press en 2005, con prólogo escrito por Niles Eldredge.
También editó juntamente con Glenn Branch la antología en 2006 Not in Our Classrooms: Why Intelligent Design is Wrong for Our Schools (No en nuestras escuelas. Porque el Diseño Inteligente es equivocado para nuestras escuelas).
En 2006 Jon D. Miller, Scott y Shinji Okamoto escribieron un breve artículo, publicado en la revista Science. Es un análisis de una encuesta sobre la aceptación de la evolución en los últimos 20 años en los Estados Unidos comparado con la aceptación de la evolución en otros países. Turquía tenía la tasa más baja de aceptación de la encuesta, seguido por los Estados Unidos como la segunda más baja. Sin embargo, los autores vieron un resquicio de esperanza en el hecho de que un alto porcentaje de los estadounidenses no están seguros, y por lo tanto podrían ser "convencidos" de la verdad de la evolución más fácilmente.
También fue coautora con Glenn Branch y Nick Matzke en 2004 de una obra humorística sobre "La morfología de Steve" (The Morphology of Steve en inglés) en la revista Annals of Improbable Research que emergió del Project Steve donde la NCSE pretendía hacer una broma en que sólo los científicos que se llaman "Steve" (o nombres similares a los de Stephen, como Esteban) serían más numerosos que los científicos que sostienen el Diseño inteligente.

## Apariciones en los medios de comunicación
David Berlinski, miembro del Instituto Discovery, describe a Eugenie Scott como una oponente "que frecuentemente envían para defender a Darwin".  Sin embargo Scott, prefiere verse a sí misma como una "Golden retriever" (cobrador dorado) de Darwin". Scott dice que su obra "obliga a manejar la ignorancia científica del público estadounidense ".
Artículos sobre Eugenie Scott han sido publicados en la Scientific American, The Scientist, en el periódico San Francisco Chronicle y en el Stanford Medical Magazine. Fue entrevistada por Science & Theology News, CSICOP, Church & State. Ha publicado comentarios publicados en Science & Theology News y el Metanexus Institute. También se desempeñó como portavoz en la serie documental de la educación para la TV 2001 PBS Evolution.
Scott fue entrevistada en numerosas ocasiones por las cadenas de televisión MSNBC y Fox News, en debates con diferentes creacionistas y defensores del diseño inteligente. En el 29 de noviembre de 2004, Scott debatió en el canal CNN con Jason Lisle del sitio Answers in Genesis. El 6 de mayo de 2005 Scott debatió con Stephen C. Meyer del Instituto Discovery, en el programa de televisión The Big Story con John Gibson, que posteriormente se relacionó con las Audiencias de Evolución en Kansas.
En 2004, el Centro Nacional para la Ciencia y la Educación fue representado por Scott en el programa de TV Penn & Teller: Bullshit! en HBO. En el episodio llamado "Creacionismo" la Dra. Scott presentó su punto de vista filosófico sobre los movimientos del creacionismo y del diseño inteligente. Dijo que "sería injusto decir a los estudiantes que hay alguna disputa seria entre los científicos sobre si la evolución realmente existió, porque no hay tal debate entre los científicos." También señaló que "a menudo los creacionistas... rebuscan las publicaciones científicas para tratar de encontrar algo que en su opinión demuestre que la evolución no funciona. Tal actitud es curiosa porque su teología es tal que si algo contradice la Biblia debería tirarse todo a la basura. Para ellos el Génesis debe interpretarse literalmente. Ellos conciben la ciencia de la misma manera. Si una pequeña pieza del rompecabezas evolutivo no cabe, todo el asunto tiene que caer." Eugenie entonces declaró: "esa no es la forma de hacer ciencia."
Eugenie Scott, perteneció al National Advisory Council of Americans United for Separation of Church and State y al National Advisory Council of Americans for Religious Liberty. En 1999, Scott fue galardonada con el Hugh M. Hefner First Amendment por "defender incansablemente la separación de la iglesia y el estado, asegurando que la neutralidad religiosa debe mantenerse en el currículo de ciencias de las escuelas públicas de Estados Unidos", y en 2006 fue uno de los tres jueces designados para seleccionar a los ganadores.
Scott declaró a la prensa en 2009 que "ha habido un esfuerzo concertado de un movimiento muy bien financiado para educar al público en que la evolución supone una ciencia frágil que los científicos están abandonando, y que uno debe escoger entre evolución y religión."

## La participación en el juicio de Dover
En el año de 2005, Scott y otros miembros de la NCSE sirvieron como consultores científicos y educacionales para los demandantes en el proceso Kitzmiller v. Dover Area School District. El juicio se originó en Dover, Pensilvania, en el cual el juez John E. Jones condenó la enseñanza del Diseño inteligente o creacionismo en las escuelas públicas americanas.

## Vida personal
Eugenie y su marido Thomas C. Sager, un abogado, tienen una hija que vive en Berkeley, California.